# Eotragus halamagaiensis
Espèce
Eotragus halamagaiensis est une espèce éteinte de mammifères de la famille des Bovidae.